# Farol (tauromaquia)
En tauromaquia, farol o afarolado, se llama al lance con el capote o pase con la muleta en el que el engaño se pasa por encima de la cabeza. Si es con el capote, este debe pasar sujeto por ambas manos.

## Origen
El farol se comenzó ejecutando con el capote, ya aparece descrito en La Tauromaquia de Guerrita (“Se ejecuta en su primera parte como la verónica, pero en el momento de sacar el capote de la cara del toro se hace un movimiento como si se fuera a colocar sobre los hombros, dando con él una vuelta en rededor de la cabeza del diestro y volviendo a su primitiva posición si ha de repetirlo, o dejándolo sobre los hombros si quiere terminar la suerte galleando”) y se atribuye su invención al diestro Manuel Domínguez “Desperdicios”, que lo estrenó en público en Madrid, el 13 de mayo de 1855.

## Evolución
Desde entonces, el farol con el capote se ha mantenido en su esencia, aunque también han surgido innumerables variaciones, pues se puede ejecutar a pie junto, con el compás abierto, de rodillas, rodilla en tierra e invertido, que, a su vez, también puede ejecutarse con las anteriores variaciones y cuya diferencia con el original es que el torero, antes de recibir al toro en el embroque, gira su cuerpo, y se pasa la embestida por la espalda. El torero mexicano Alfonso Ramírez “Calesero” ha sido uno de los grandes intérpretes de esta suerte, tanto que hay quienes le consideran su creador, sin tener en cuenta que años antes ya lo había ejecutado Rafael Pedrosa. Los hermanos Luis Francisco y Juan Antonio Esplá incluyeron el farol invertido en collera dentro de su repertorio.

Además, esta suerte, como muchas otras de capote, han inspirado una homóloga (y en este caso homónima) de muleta, que admite tantas variaciones como con el percal. En este caso, suele emplearse para abrir o rematar las series de muletazos y comienza la suerte como si de un pase de pecho se tratase (ya sea con la muleta en la mano izquierda o derecha, sin distinción) y es al despedir la embestida del toro cuando el torero se pasa el brazo por encima de la cabeza, para luego girar y quedar nuevamente colocado frente al toro.

## Intérpretes actuales
Si bien el farol o las suertes afaroladas no son demasiado frecuentes en la actualidad, no es menos cierto que son recurrentes en toreros como Morante de la Puebla, El Juli o Andrés Roca Rey, por ejemplo. En otra época, fueron toreros como El Cordobés y Paquirri quienes lo interpretaban con asiduidad. 